# Primi ministri della Guinea-Bissau
I primi ministri della Guinea-Bissau dal 1974 (data di indipendenza dal Portogallo) ad oggi sono i seguenti.

## Lista
| Primo ministro                                          | Primo ministro | Primo ministro            | Partito                             | Elezione   | Mandato           | Mandato           |
| Primo ministro                                          | Primo ministro | Primo ministro            | Partito                             | Elezione   | Inizio            | Fine              |
| ------------------------------------------------------- | -------------- | ------------------------- | ----------------------------------- | ---------- | ----------------- | ----------------- |
|                                                         |                | Francisco Mendes          | PAIGC                               | 1973, 1976 | 10 settembre 1974 | 7 luglio 1978     |
|                                                         |                | Constantino Teixeira      | PAIGC                               |            | 7 luglio 1978     | 28 settembre 1978 |
|                                                         |                | João Bernardo Vieira      | PAIGC                               |            | 28 settembre 1978 | 14 novembre 1980  |
| Carica vacante (dal 14 novembre 1980 al 14 maggio 1982) |                |                           |                                     |            |                   |                   |
|                                                         |                | Victor Saúde Maria        | PAIGC                               |            | 14 maggio 1982    | 10 marzo 1984     |
| Carica abolita (dal 10 marzo 1984 al 27 dicembre 1991)  |                |                           |                                     |            |                   |                   |
|                                                         |                | Carlos Correia            | PAIGC                               | 1989       | 27 dicembre 1991  | 26 ottobre 1994   |
|                                                         |                | Manuel Saturnino da Costa | PAIGC                               | 1994       | 26 ottobre 1994   | 6 giugno 1997     |
|                                                         |                | Carlos Correia            | PAIGC                               |            | 6 giugno 1997     | 3 dicembre 1998   |
|                                                         |                | Francisco Fadul           | Indipendente                        | 1999       | 3 dicembre 1998   | 19 febbraio 2000  |
|                                                         |                | Caetano N'Tchama          | Partito per il Rinnovamento Sociale |            | 19 febbraio 2000  | 19 marzo 2001     |
|                                                         |                | Faustino Imbali           | Indipendente                        |            | 21 marzo 2001     | 9 dicembre 2001   |
|                                                         |                | Alamara Nhassé            | Partito per il Rinnovamento Sociale |            | 9 dicembre 2001   | 17 novembre 2002  |
|                                                         |                | Mário Pires               | Partito per il Rinnovamento Sociale |            | 17 novembre 2002  | 14 settembre 2003 |
|                                                         |                | Artur Sanhá               | Partito per il Rinnovamento Sociale |            | 28 settembre 2003 | 10 maggio 2004    |
|                                                         |                | Carlos Gomes Júnior       | PAIGC                               | 2004       | 10 maggio 2004    | 2 novembre 2005   |
|                                                         |                | Aristides Gomes           | PAIGC                               |            | 2 novembre 2005   | 13 aprile 2007    |
|                                                         |                | Martinho Ndafa Kabi       | PAIGC                               |            | 13 aprile 2007    | 5 agosto 2008     |
|                                                         |                | Carlos Correia            | PAIGC                               | 2008       | 5 agosto 2008     | 2 gennaio 2009    |
|                                                         |                | Carlos Gomes Júnior       | PAIGC                               |            | 2 gennaio 2009    | 10 febbraio 2012  |
|                                                         |                | Adiato Djaló Nandigna     | PAIGC                               | ad interim | 10 febbraio 2012  | 12 aprile 2012    |
| Carica vacante (dal 12 aprile al 16 maggio 2012)        |                |                           |                                     |            |                   |                   |
|                                                         |                | Rui Duarte de Barros      | Indipendente                        | ad interim | 16 maggio 2012    | 3 luglio 2014     |
|                                                         |                | Domingos Simões Pereira   | PAIGC                               | 2014       | 3 luglio 2014     | 20 agosto 2015    |
|                                                         |                | Baciro Djá                | PAIGC                               |            | 20 agosto 2015    | 17 settembre 2015 |
|                                                         |                | Carlos Correia            | PAIGC                               |            | 17 settembre 2015 | 12 maggio 2016    |
|                                                         |                | Baciro Djá                | PAIGC                               |            | 27 maggio 2016    | 18 novembre 2016  |
|                                                         |                | Umaro Sissoco Embaló      | PAIGC                               |            | 18 novembre 2016  | 16 gennaio 2018   |
|                                                         |                | Soares Sambú              | PAIGC                               | ad interim | 16 gennaio 2018   | 30 gennaio 2018   |
|                                                         |                | Artur Silva               | PAIGC                               |            | 30 gennaio 2018   | 16 aprile 2018    |
|                                                         |                | Aristides Gomes           | PAIGC                               |            | 16 aprile 2018    | 29 ottobre 2019   |
|                                                         |                | Faustino Imbali           | Indipendente                        |            | 29 ottobre 2019   | 8 novembre 2019   |
|                                                         |                | Aristides Gomes           | PAIGC                               |            | 8 novembre 2019   | 28 febbraio 2020  |
|                                                         |                | Nuno Gomes Nabiam         | Assemblea del Popolo Unito          |            | 28 febbraio 2020  | 8 agosto 2023     |
|                                                         |                | Geraldo Martins           | PAIGC                               |            | 8 agosto 2023     | in carica         |